# Kerk van Sulsted
De Kerk van Sulsted (Deens: Sulsted Kirke is een parochiekerk bij Sulsted op Jutland in Denemarken. De rond 1150-1200 gebouwde kerk staat bekend om zijn fresco's.

## Beschrijving kerkinventaris

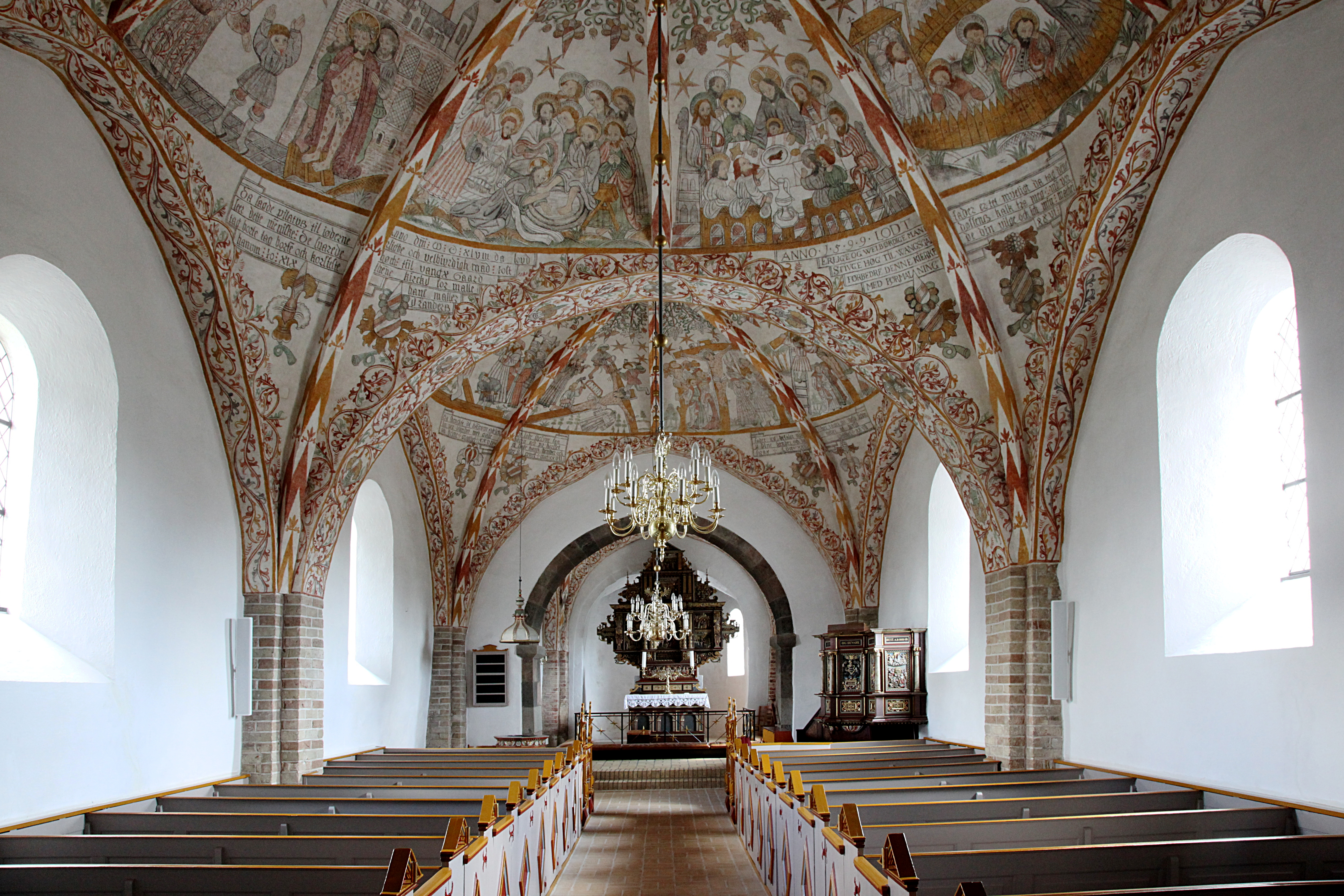
Overzicht interieur

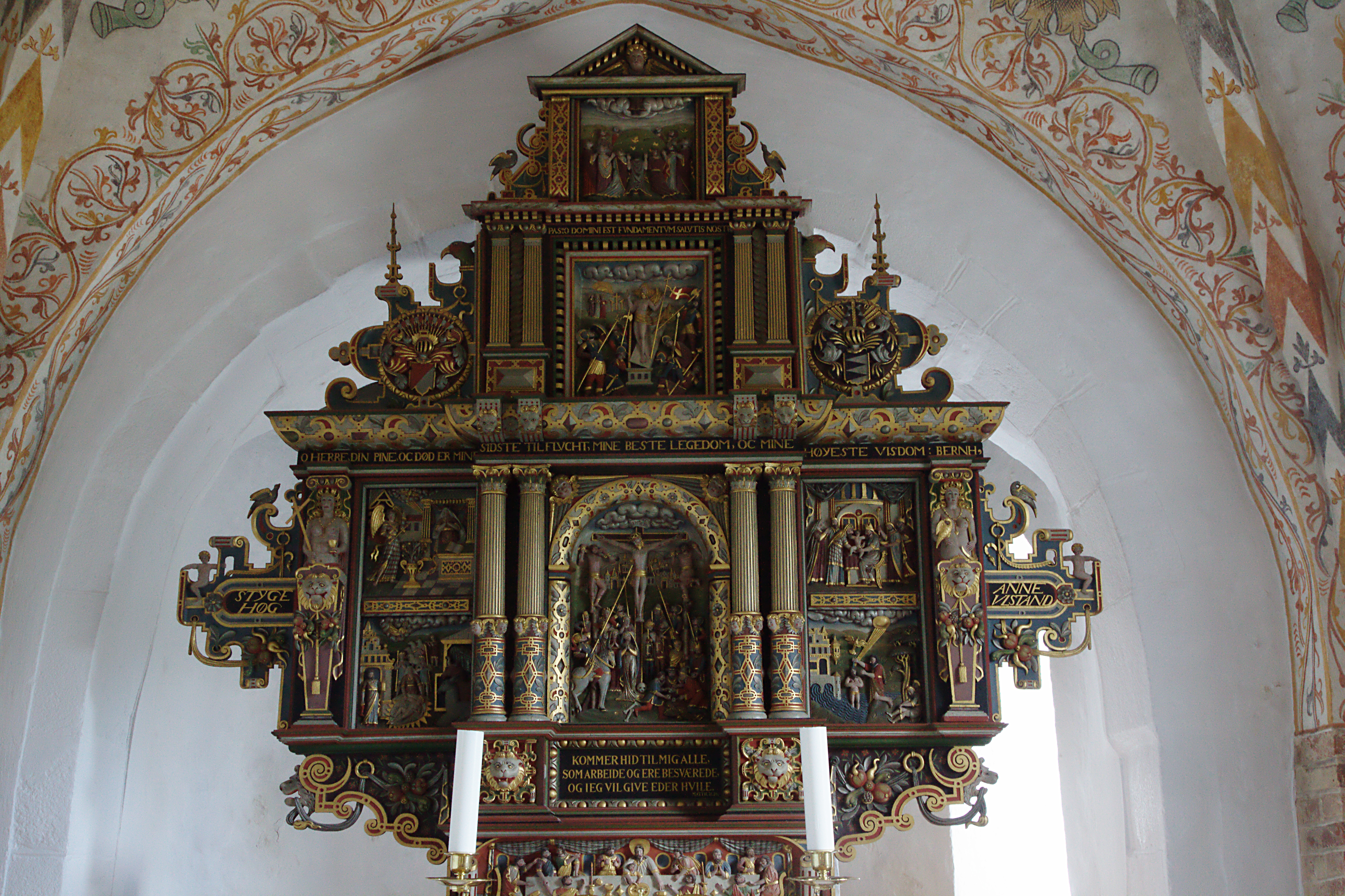
Altaar

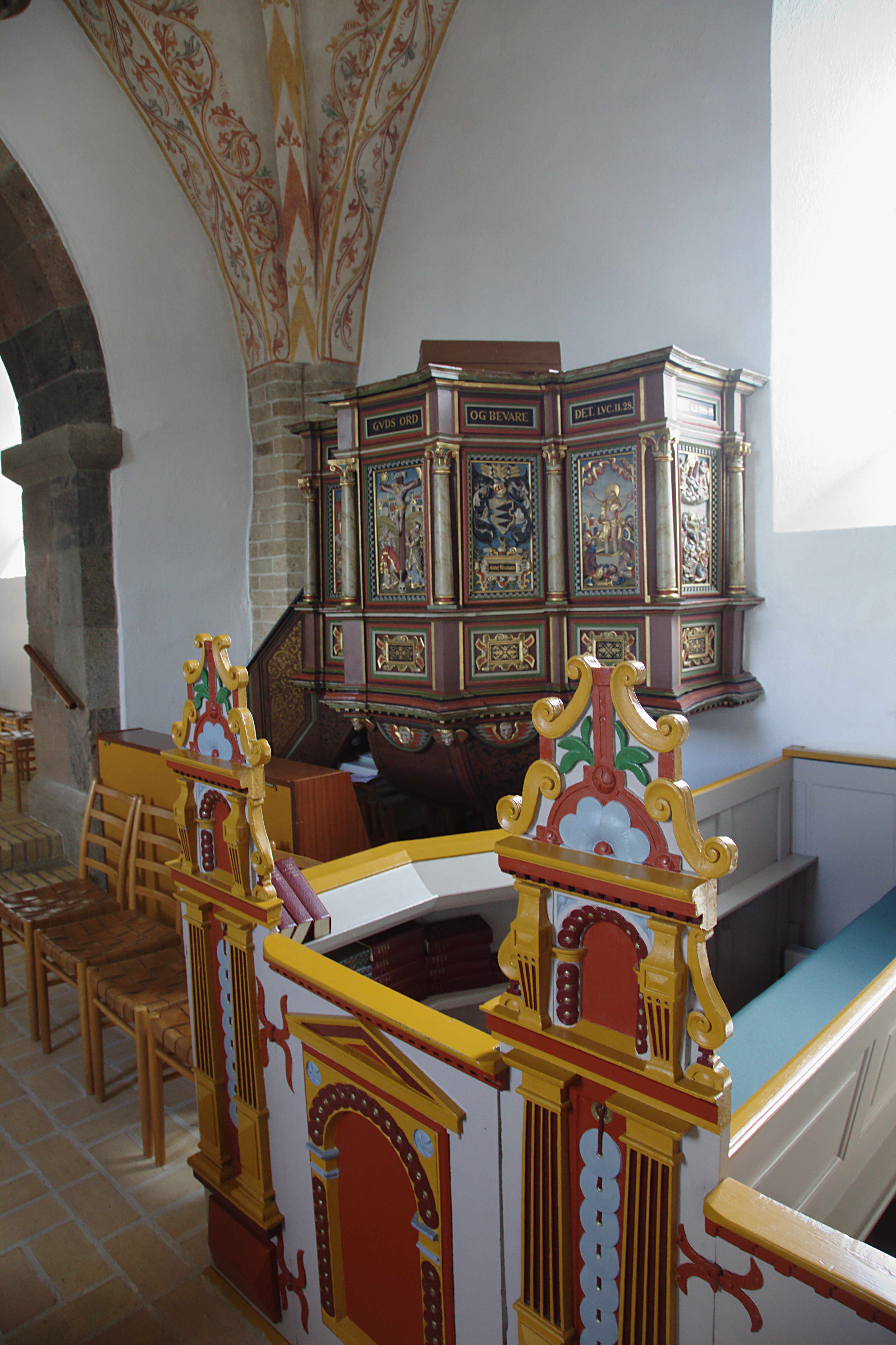
Preekstoel

## Altaar
Het altaar in de stijl van de hoogrenaissance werd rond 1600 gebouwd. De bouw werd bekostigd door Stygge Høg en draagt de wapens en namen van hem en zijn echtgenote Anne Ulfstand. Het centrale paneel betreft een voorstelling van de kruisiging. Tussen de menigte bij het kruis is o.a. Maria te traceren. Eén van de Romeinse soldaten zit te paard en steekt met zijn lans in de zij van Christus, de andere soldaat reikt hem aan een rietstok de in zure wijn gedrenkte spons aan. Rechtsonder dobbelen een groepje mannen om Jezus' kleed. Op de achtergrond is Jeruzalem te zien.
De twee linker reliëfs geven de Annunciatie (boven) en de Geboorte van Jezus weer. Rechts van het centrale deel zijn de voorstellingen van de Besnijdenis van Jezus met daaronder de Doop van Jezus door Johannes te zien.
Op de predella bevindt zich een gedetailleerd reliëf van het Laatste Avondmaal. Het toont het moment dat Jezus het verraad bekendmaakt. Judas is tussen de geschrokken apostelen te onderscheiden door de geldbuidel.
Het zevende en achtste reliëf bevinden zich boven de centrale kruisigingsvoorstelling. Het betreffen de Verrijzenis van Jezus en helemaal aan de top de Nederdaling van de Heilige Geest.

## Preekstoel
De preekstoel stamt uit dezelfde tijd als het altaar en werd ook door Stygge Høg bekostigd. De jaartallen 1888-1889 op de rechterkant verwijzen naar een restauratie. Centraal op de voorkant van de kansel is ook hier een reliëf te zien van de kruisiging. Onder het kruis bevindt zich als verwijzing naar Golgotha de schedel met gekruiste beenderen. Aan weerszijden van de gekruisigde Christus staan Maria, de moeder van Jezus, en Maria Magdalena. Beide dragen een middeleeuwse kleding met vergulde randen. De één wringt van verdriet in haar handen, de andere houdt een rode doek bij zich.
Naast het centrale reliëf zijn de wapens van de schenker en zijn vrouw aangebracht (links het wapen van Stygge Høg, rechts het wapen van zijn vrouw Anne Ulfstand).
Het meest linkse reliëf aan de voorkant toont de Aanbidding van de Driekoningen die het Kind Jezus komen eren.
Uiterst rechts wordt de verrijzenis uitgebeeld. Christus is van een halo voorzien en stijgt op uit het graf, terwijl twee soldaten bij het graf slapen. Rechts staat nog een man met een donkere baard, links een vrouw.
Het paneel aan de rechterkant geeft de Hemelvaart van Jezus weer. Alleen het onderste deel van Jezus is te zien, die geflankeerd door twee engelen op de wolken ten hemel vaart. Op de grond zijn nog de twee voetafdrukken te zien die Jezus naliet met daarom heen gegroepeerd de apostelen.
Aan de bovenrand van de kansel is de tekst salige ere de som høre Guds Ord og bevare det aangebracht (Lucas 11:28; Zalig zij die naar het woord van God luisteren en het bewaren).

## Doopvont
Men neemt aan dat de kerk oorspronkelijk een granieten doopvont kende. Tegelijkertijd toen Stygge Høg een altaar en een preekstoel voor de kerk liet maken, liet hij ook een rijk gedecoreerd doopvont maken. De bovenste rand van het bekken is versierd met engelhoofden afgewisseld met bloemen, daaronder leeuwenkoppen die eveneens worden afgewisseld met bloemmotieven. De voet van het doopvont is versierd met bustes op taps toelopende zuiltjes.

## Fresco's
De fresco's werden uitgevoerd door Hans Maler uit Randers en bedekken alle gewelven. Ze tonen voorstellingen uit Jezus' leven van de geboorte tot de dood.
De schilderijen werden nooit overschilderd. Vijftig jaar nadat ze werden geschilderd werden echter wel de kostuums van de geschilderde personen volgens de laatste mode overgeschilderd. De veranderingen werden tijdens de restauratie van de kerk in de jaren 1882-1885 ongedaan gemaakt en tegenwoordig bevinden de fresco's zich dus in originele staat. De fresco's zijn in chronologische volgorde aangebracht, zodat het leven van Jezus van de geboorte tot het graf is te lezen. Ook de koorgewelven hebben fresco's.

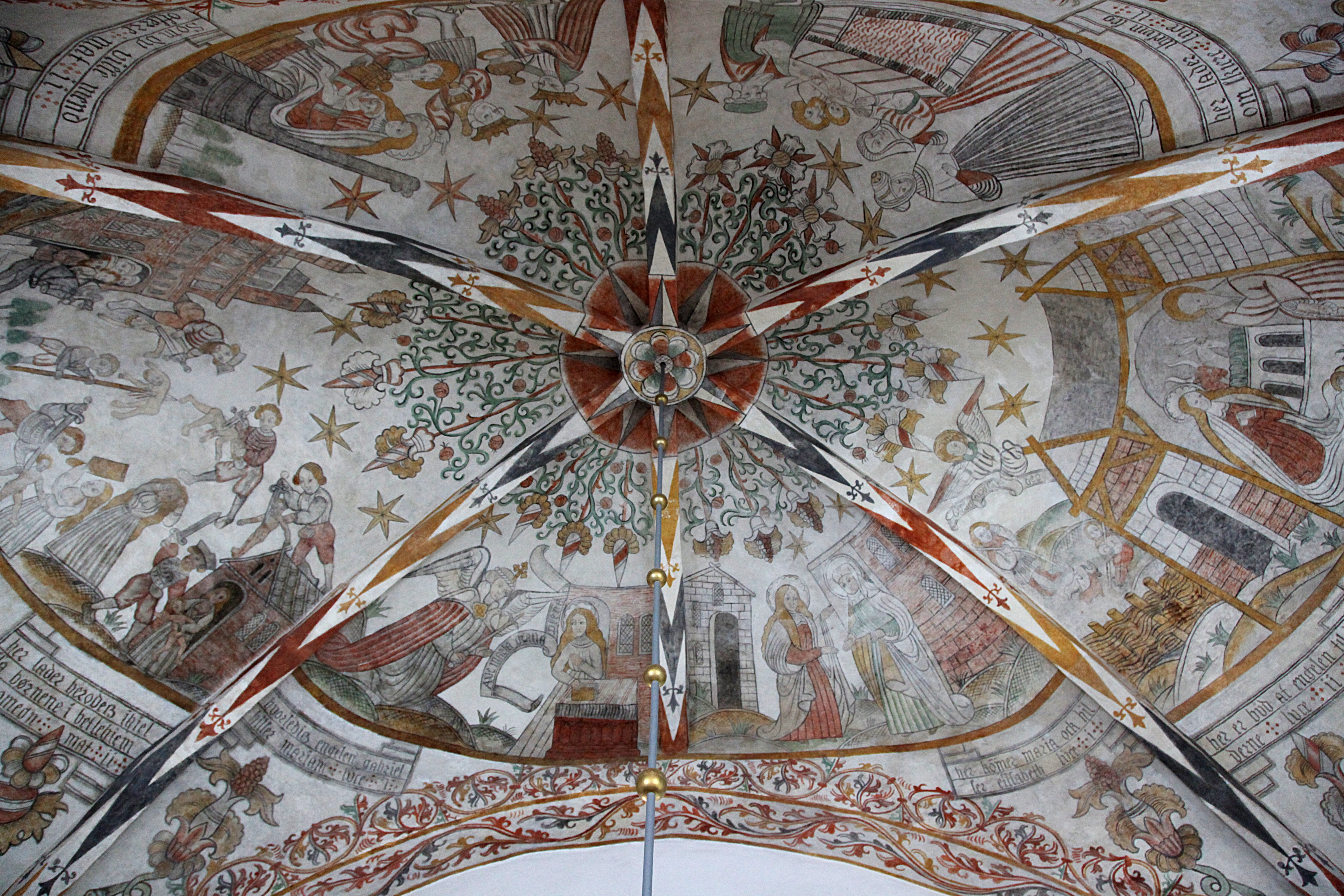
Geboorteverhaal
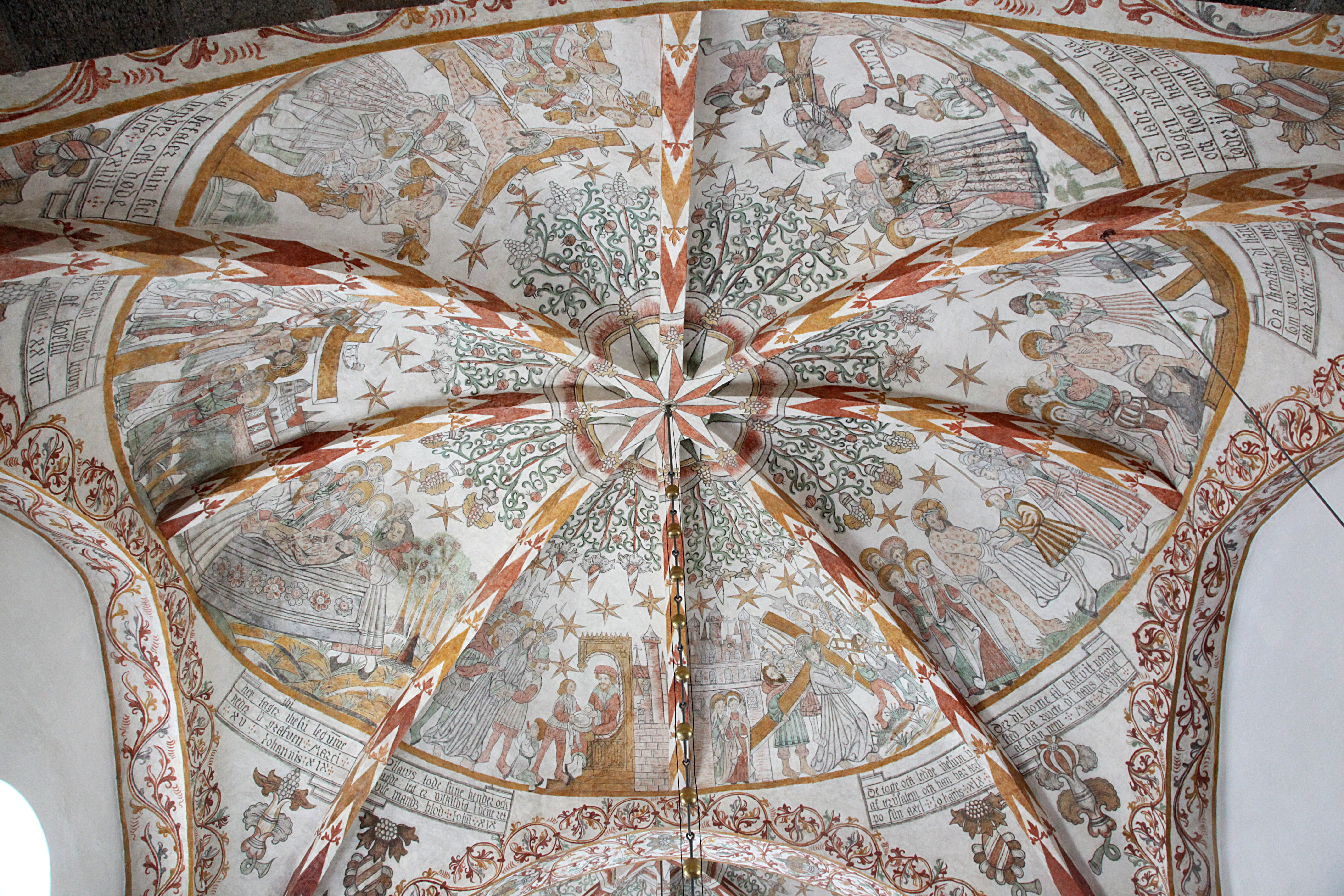
Passiefresco's
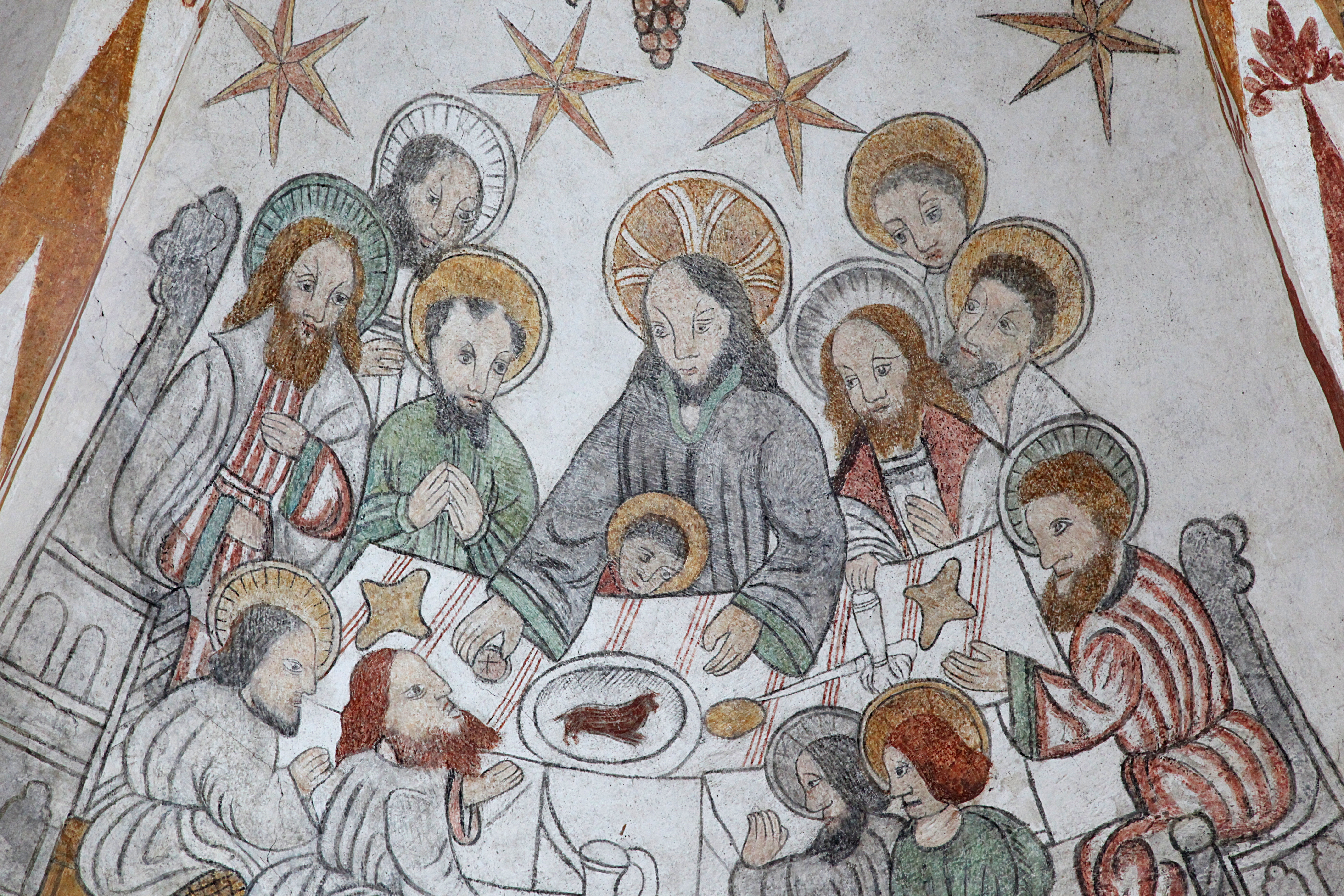
Avondmaal
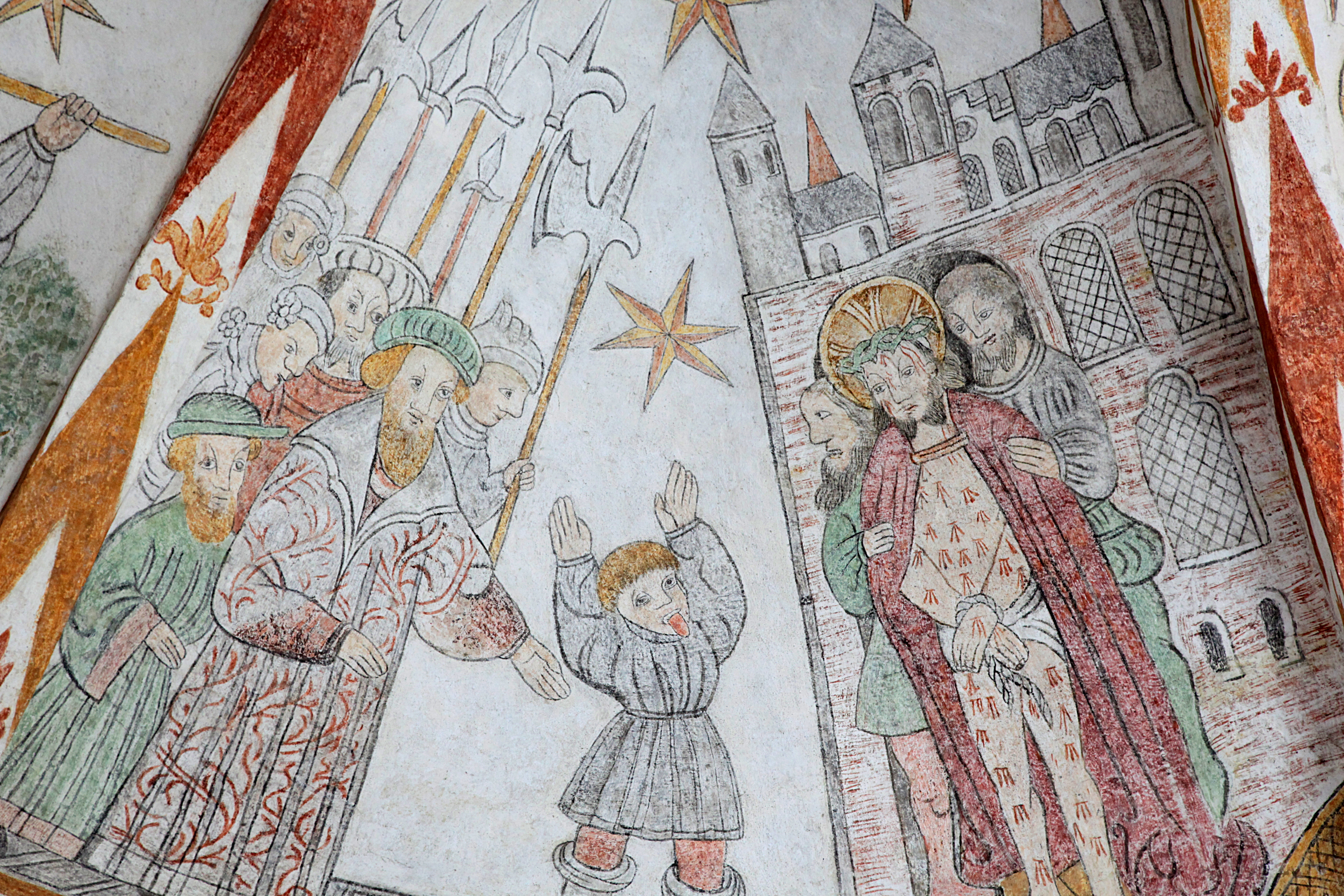
Bespotting